# Мисс США 1970
Мисс США 1970 (англ. Miss USA 1970) — 19-й конкурс красоты Мисс США, прошедший 16 мая 1970 года, в Майами, Флорида. Победительницей конкурса стала Дебора Шелтон из штата Виргиния

## Результаты
| Итоговое место | Участница |
| -------------- | --- |
| Мисс США 1970  | - Виргиния — Дебора Шелтон |
| 1-я Вице Мисс  | - Южная Каролина — Вики Чессер |
| 2-я Вице Мисс  | - Невада — Шери Шруль |
| 3-я Вице Мисс  | - Теннесси — Донна Мари Форд |
| 4-я Вице Мисс  | - Джорджия — Чери Стивенс |
| Полуфиналистки | - Арканзас — Мэри Джейн Диал - Калифорния — Линда Ли Холл - Вашингтон (округ Колумбия) — Никки Филлипс - Флорида — Шерил Джонсон - Мэн — Маргарет МакАлир - Нью-Йорк — Кристина Теффт - Огайо — Джейн Харрисон - Орегон — Лаура Смит - Техас — Дайан Свендеман - Вашингтон — Сьюзан Хайд |

### Специальные награды
| Награда           | Участница                  |
| ----------------- | -------------------------- |
| Miss Congeniality | - Техас – Дайан Свендеман  |
| Miss Photogenic   | - Виргиния – Дебора Шелтон |

## Штаты-участницы
| - Алабама — Кэти Брайант - Аляска — Тереза Пресс - Аризона — Алисия Лейн - Арканзас — Мэри Джейн Диал - Калифорния — Линда Ли Холл - Колорадо — Линда Хиклин - Коннектикут — Патрисия Энн Мэтьюз - Делавэр — Мэрилин О'Нил - Вашингтон (округ Колумбия) — Никки Филлипс - Флорида — Шерил Джонсон - Джорджия — Чери Стивенс - Гавайи — Донна Хартли - Айдахо — Кэти Крейвенс - Иллинойс — Кэрол Пепун - Индиана — Мэри Макбрайд - Айова — Жаклин Йочимс - Канзас — Норма Декер - Кентукки — Джоанна Смит - Луизиана — Надин Робертсон - Мэн — Маргарет МакАлир - Мэриленд — Бекки Прайс - Массачусетс — Шерил Станкевич - Мичиган — Даун Берген - Миннесота — Салли Стрикленд - Миссисипи — Сьюзан Лэднер - Миссури — Сюзетт Гренхэм | - Монтана — Морин Мерфи - Небраска — Бонни МакЭлвин - Невада — Шери Шруль - Нью-Гэмпшир — Гейл Эриксон - Нью-Джерси — Эллен Крим - Нью-Мексико — Тереза Филлипс - Нью-Йорк — Кристина Теффт - Северная Каролина — Сьюзен Бодсфорд - Северная Дакота — Нэнси Джин Перри - Огайо — Джейн Харрисон - Оклахома — Эвелин Уолкап - Орегон — Лаура Смит - Пенсильвания — Кэрол Серулли - Род-Айленд — Ребекка Гэллешоу - Южная Каролина — Вики Чессер - Южная Дакота — Синтия Финли - Теннесси — Донна Мари Форд - Техас — Дайан Свендеман - Юта — Тамина Рорк - Вермонт — Синди Юревич - Виргиния — Дебора Шелтон - Вашингтон — Сьюзан Хайд - Западная Виргиния — Шарон Альберти - Висконсин — Джоанн Соллер - Вайоминг — Энн Свартут |